# Cyanidioschyzon merolae
Espèce
Cyanidioschyzon merolae est une espèce d’algues rouges de la famille des Cyanidiaceae. 
Le génome de la souche 10D est séquencé depuis 2004. 

## Liste des souches
Selon NCBI (3 août 2013) :
- Cyanidioschyzon merolae 10D
- Cyanidioschyzon merolae DBV201